# David F. Greenberg
David F. Greenberg (* 6. Mai 1942) ist ein US-amerikanischer Soziologe und Kriminologe. Er lehrt als Professor für Soziologie an der New York University.
Greenberg machte alle Hochschulexamen an der University of Chicago im Hauptfach Physik: Bachelor of Science 1962, Master of Science 1963, Promotion (Ph.D.) 1969. Er wurde durch seinen Versuch, eine „mathematische Kriminologie“ zu begründen, bekannt. Aus diesem Forschungszusammenhang entstand seine Alterstheorie, die der Entwicklungskriminologie zugerechnet wird. Außerdem arbeitete Greenberg über die „Konstruktion der Homosexualität“.

## Schriften (Auswahl)
- Mathematical Criminology. Rutgers University Press, New Brunswick NJ 1979, ISBN 0-8135-0873-8.
- als Herausgeber: Crime and Capitalism. Readings in Marxist Criminology. Mayfield Publishing, Palo Alto CA 1981, ISBN 0-87484-505-X (Expanded and updated edition. Temple University Press, Philadelphia PA 1993, ISBN 1-56639-025-7).
- The Construction of Homosexuality. University of Chicago Press, Chicago IL u. a. 1988, ISBN 0-226-30627-5.
- Building modern criminology. Forays and skirmishes. Ashgate Publishing, Farnham u. a. 2010, ISBN 978-0-7546-2874-3.